# ティラウラコット
ティラウラコットは、ネパール西部開発区域の第五州、ルンビニ県に位置するカピラヴァストゥ郡のカピラヴァストゥ市にある町。
以前は村落開発委員会（ネパール）の一つであった。1991年ネパール国勢調査では、944世帯に人口5684人の地区。 ルンビニのマヤデヴィ寺院、ルンビニから北西25㎞、ニガリハワのニガリサーガル遺跡から南東4.5㎞にある。
一説では、ティラウラコットは釈迦が生涯の最初の29年間を過ごした、釈迦族の古代都市カピラ城の場所であるという。
1996年にネパール政府によってユネスコ世界遺産として申請されたが、一方でインド政府は発掘調査によりカピラ城は、インドのウッタルプラデーシュ州のパイプラハワの可能性を主張し、学術的にはまだ結論に至っていない。